# Петар Овчаревић
Петар Овчаревић (активан око 1521−1540) био је српски великаш у јужној Краљевини Угарској, који се истакао у ратовима између хришћанских држава и Османског царства.

## Биографија
Петар је за време турске опсаде Београда (1521) био заповедник београдске шајкашке флотиле, али је после пада Београда прешао Турцима и стекао поверење Бали-бега Јахјапашића, смедеревског санџак-бега. Тајно је одржавао везе с истакнутим Србима у Угарској, као и са угарским војним заповедницима, које је обавештавао о припремама и кретању турске војске пред битку на Мохачу (1526) и битку код Кесега (1532). После Кесега прешао у службу краља Јана Запоље, поставши власник Шољмоша и заповедник угарске шајкашке флотиле. Био је учесник у династичком рату Фердинанда I и Јована Запоље у Угарској (1527−1540).